# Mode silencieux

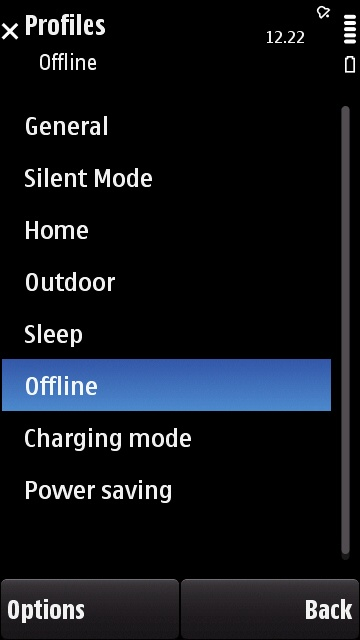
Un Nokia 5800 montrant ses modes, y compris le mode silencieux.

Le mode silencieux est un paramètre disponible sur les téléphones mobiles et en radiomessagerie qui, lorsqu'il est activé, désactive les sonneries et, dans certains cas, également les alertes vibrantes (en) ou l'alarme. Contrairement au mode avion, le mode silencieux permet toujours à l'appareil de recevoir et d'envoyer des appels et des messages.
Cette option silencieuse peut être utile dans les réunions, les discours, les bibliothèques, les musées ou les lieux de culte. Dans certains endroits, il est obligatoire d'utiliser le mode silencieux ou d'éteindre l'appareil.